# Liothrips corni
Liothrips corni är en insektsart som beskrevs av Dudley Moulton 1926. Liothrips corni ingår i släktet Liothrips och familjen rörtripsar. Inga underarter finns listade i Catalogue of Life.